# Ухажёры
«Ухажёры» (фр. Les Godelureaux) — французская криминальная драма с элементами политической сатиры режиссёра Клода Шаброля, вышедшая на экраны в 1961 году.
В основу фильма положен роман Эрика Олливье.

## Сюжет
Рональд (Жан-Клод Бриали) публично унижен Артуром (Шарль Бельмон), после чего решает уничтожить жизнь Артура, используя в качестве приманки Амбруазин (Бернадетт Лафон).

## В ролях
- Жан-Клод Бриали — Рональд
- Бернадетт Лафон — Амбруазин
- Шарль Бельмон — Артур
- Жан Галлан — Дядя Артура
- Пьер Вернье — Бернар II
- Саша Брике — Анри
- Стефан Одран — Ксавье
- Жюльет Майниель — монахиня